# エデンズリッターシリーズ
エデンズリッターシリーズとは2017年2月24日にWaffleから発売された『エデンズリッター 淫悦の聖魔騎士ルシフェル編』を第一作とするアダルトゲームのシリーズ。

## シリーズ一覧
- 『エデンズリッター 淫悦の聖魔騎士ルシフェル編』 2017年2月24日

シリーズ第1作で、2019年3月29日には破格版が発売された。
- 『エデンズリッター 番外編』 2017年7月28日

本編では描かれなかった別エンド「ゼノアラクネ敗北エンド」を収録。
- 『エデンズリッター第1章外伝 淫難の巫女姫セシリィ編』 2019年5月31日[1]
- 『エデンズリッター第2章 獄悦の竜皇女ヒルデガルド編』 2019年8月30日[1]
- 『エデンズリッター 第2章外伝 煉獄の魔王バルベリト編』 2020月6月26日 [1]

『獄悦の竜皇女ヒルデガルド編』の直接の続編。

## あらすじ

### 第1章
エルアラド聖王国は王国に伝わる「神樹セフィロト」の力を狙う暗黒魔導結社ゼノバイドにより未曾有の危機にあった。
心優しき巫女姫セシリィは「神樹セフィロト」の力によって楽園の騎士エデンズリッター・ルシフェルへと変身し、淫魔たちに立ち向かうがその力は禁忌とされ封印されたものだった。

### 第2章
エルアラドの女王となったセシリィはゼノバイド教団に対抗すべく、因縁の敵国、最強最悪の軍事国家「神聖ガルベリア皇国」へ同盟締結のために赴く。
そこでセシリィは父帝を手にかけ現ガルベリア皇国帝位を簒奪した「竜皇女」ヒルデガルド、またの名を「エデンズリッター バルベリト」と出会う。

## 登場人物
セシリィ・エルアラド
声 - 御苑生メイ
エルアラド聖王国の第一王女。生まれながらにして大いなる神の加護を受けた聖女であり、数々の奇跡を起こしてきた。特に癒やしの奇跡に長けている。
正義感が強く、身分に関係なく癒しの奇跡で人々を救っているが奇跡の行使は肉体にも大きな負担をかけるため、一日に使える回数が決まっている。
教会に伝わる「神樹セフィロト」から「エデンの力」を授かり、エデンズリッター・ルシフェルに変身する。変身中は精神を満たす高揚感・開放感ゆえに、変身前よりも言動は若干大胆になる。聖痕は胸。
『獄悦の竜皇女ヒルデガルド編』ではゲストキャラクターとして登場している。
ノエイン
声 - 麻優莉
セシリィの従者である神聖騎士。堅物で生真面目な性格で、騎士道を重んじる。凛とした佇まいは男女問わず人気が高い。
魔法の才には恵まれず魔法は使えないが、剣の腕は王国一とも言われ、人間でありながら淫魔に通用する剣の腕を持つ。
セシリィが幼少の頃からともにあり、セシリィにとっては実の姉のように甘えられる存在。
セシリィから「エデンの力」を分け与えられてエデンズリッター・アシュタロスに変身する。攻撃魔法は使えないが、魔力を剣に載せた魔法剣を使うことができる。聖痕は口腔、尻穴、尿道。
ヒルデガルド
声 - 千歳百合花
「竜皇女」の異名を持つ、神聖ガルべリア皇国の年若き女皇帝。プライドが高く強気で、負けん気が強く高慢な性格だが、同時に民や国の発展を何よりも考えるノブレス・オブリージュの精神の持ち主。苛烈とも思える性格と決断力を有し、恐怖と暴力で圧政を敷く前帝に対しクーデターを起こして追放し、今の地位を簒奪した。元魔竜騎士団の団長であり、ワイバーンの扱いを得意とする。女皇となった今でも愛竜に乗り戦線へと自ら繰り出している。
聖骸リリスの力を授かりエデンズリッター・バルベリトに変身する。ヒルデガルドとリリスの性質が反映され、天使ではなく竜の意匠が強い容姿になっている。竜の角や翼、さら尻尾が生えているのが特徴で、戦闘力や戦闘スタイルにもドラゴンの特性が生かされている。またそれらの箇所はすべてが聖痕部位であり人間の性器以上に敏感な性感帯でもある。またリリスと契約した際、その代償として「時間」を差し出した為、肉体的な成長がその時から止まっている。
ルーティア
声 - 榛名れん
かつてガルベリア帝国と敵対していたエルフの国、シルマリルの王女だった。現在はガルベリア帝国の将軍職についており、シルマリルの統治を任されている。
故国に伝わる「神樹の若枝」の力でエデンズリッター・レラジエに変身する。エルフらしい軽装で、巨大な弓と矢を武器とする。放たれる矢には魔力が乗せられ、どのような距離でも必ず獲物を貫く。またこの弓は巨大な刃としても扱え、射撃による遠距離戦だけでなく、接近戦も得意とする。聖痕部位は耳。
『煉獄のバルベリト編』ではかつての盟友ヒルデガルドと対決する
ミレイユ
声 - 春山色葉
ヒルデガルドに使えるメイドにして側室。元奴隷で、幼少より暗殺の技を仕込まれ凄腕のアサシンとして調教され、先帝の時代ではガルベロスの手飼であった。その後ヒルデガルドに見出され、側室として起用される。それ以来ヒルデガルドには感謝と忠誠の意を示し、絶対の忠誠を誓っている。
普段はメイドとしてヒルデガルドに仕えているが、ヒルデガルドの命あれば戦闘や暗殺などもこなす。 無機質で無感情なクールな性格。
聖骸リリスと契約しエデンズリッター・グレモリーに変身する。クールな暗殺者の性質が反映され、アサシンの意匠が強い容姿になっている。闇に紛れ、敵に存在を気づかれること無く倒す。聖痕部位は乳房。
『煉獄のバルベリト編』の時点ではヒルデガルドの屍操術によってゾンビとしてよみがえったものの、魂が入っていないため無機質な応答をする

## 設定
エデンズリッター
聖遺物に宿る楽園の力により、人の身から変身する者のこと。力の源となる神や本人の資質により、変身後の姿や能力は大きく異なる。また例外なく「聖痕」が刻まれており、彼女達は力の代償として聖痕の齎すもたらす苦悦と戦い続けなければならない宿命を背負う。

## 制作
原案を手掛けた黒井弘騎は「BugBug」とのインタビューの中で、シリーズ全体の構想として、各章のヒロインが終盤にて集結するという壮大な物語を考えていたと明らかにしている。

### 制作（煉獄の魔王バルベリト編）
『煉獄の魔王バルベリト編』の構想は、『獄悦の竜皇女ヒルデガルド編』の時点から練られていた。「これは終焉に向かう物語」というキャッチコピーが示す通り、同シナリオはシリーズ全体の終わりの始まりとして位置づけられている。
同シナリオ単体においてはエデンズリッター同士の対決と「悪堕ち」がテーマとして据えられている。ただし、後者についてはヒルデガルドが単に悪の奴隷になるわけではなく、魔王と自称するほど中心的な存在として描かれている。一方、肉体的なハードさについては『獄悦の竜皇女ヒルデガルド編』でやり切ってしまったため、Hシーンはヒルデガルドに精神的なダメージを与えるという方針が立てられた。
なお、同シナリオはヒルデガルドを主体とした物語として完結を迎えるが、彼女自身は以降のシナリオにも登場する予定である。また、同シナリオは低価格帯の短編作品であるため、他国との絡みもない。
ミレイユは同シナリオで生前の意思がほとんど残っていない状態でゾンビとして復活した分、生前の態度との違いがさらに悲しみを掻き立てると黒井弘騎は「BugBug」とのインタビューの中で語っている。また黒井は、萌え属性として「ゾンビ娘」があるとはいえ、どこまで受け入れられるか気になったが、彩色されたCGを見ていい塩梅になっていると思ったと振り返っている。

## ブラウザゲーム
2021年1月18日にDMM GAMESとFANZA GAMESにて全年齢向けの『エデンズリッターグレンツェ』（18歳以上向けのFANZA版は『エデンズリッターグレンツェX』）が配信された。PCゲーム版の並行世界で起きた出来事を扱っている。
システムは、リアルタイム形式のRPGで、オートバトルにも対応している。
あらすじ
錬金術の名門アスフォディル家のクレセアは生まれ持った聖痕の力に苦しんでいた。彼女の兄・シグルドは妹を救うべく、ゼノバイド教団の一員としてエルアラド聖王国に潜入し、聖痕の研究を続けていた。ある日、彼はとある遺跡にて、異世界からエデンズリッターを召喚できる聖遺物を入手する。

## 関連商品

### 小説
- 『エデンズリッター淫悦の聖魔騎士ルシフェル編』 ぷちぱら文庫 著：和知まどか パラダイム 2017年8月22日[4]。

### 漫画
- 『エデンズリッター淫悦の聖魔騎士ルシフェル編　ＴＨＥ　ＣＯＭＩＣ』 二次元ドリームコミックス 著：恋河ミノル キルタイムコミュニケーション 2022年8月29日[5] - 二次元ドリームマガジンに掲載されたものを単行本化したもの。なおブラウザゲーム版にて本編の並行世界の出来事であることが判明し、漫画版の登場人物は本編の同じ人物とは別の人物として登場する。